# Alexandru Chipciu
Alexandru Mihăiță Chipciu [alexandru kipču] (* 18. května 1989, Brăila, Rumunsko) je rumunský fotbalový útočník/krajní záložník a reprezentant, v současnosti hráč klubu CFR Kluž. V sezoně 2018/19 hostoval v pražské Spartě. Chicpiuovým oblíbeným týmem je AC Milán.

## Klubová kariéra
Chipciu započal svoji fotbalovou kariéru ve 13 letech, když se připojil k týmu ACS Dacia Unirea Brăila. Mezi lety 2004 až 2006, před příchodem do FC Brașov, hrál za Sporting Pitești.

### FC Brașov
V 18 letech, v tehdy druholigovém FC Brașov, vstřelil Chipciu ve své první sezoně 4 góly. Po postupu Brașova do první ligy dostával na hřišti méně času. Pro první polovinu sezony 2008/2009 byl poslán na hostování do druholigového Forex Brașov a v druhé polovině sezony hostoval ve svém bývalém klubu, ve třetiligové Brăile. Po návratu do FC Brașov dostal Chipciu opět pouze pár příležitostí. V sezoně 2010/11 se stal jedním z nejlepších hráčů týmu a přilákal pozornost bukurešťských rivalů Steauy a Dinama. Zůstal ale v Brașově, kde podepsal novou smlouvu do roku 2015. Chipciu začal sezonu výborně, v prvních třech zápasech vstřelil 2 důležité góly.

### FC Steaua Bukurešť
Dne 21. prosince 2011 Steaua Bukurešť oznámila přestup Alexandra Chipciua, který podepsal smlouvu na pět let. Disk oznámil, že FC Brașov obdrží 1,2 milionu eur a 25 % z dalšího Chipciuova přestupu. První gól za Steauu vstřelil 31. března 2012 do sítě Pandurie Târgu Jiu. V utkání proti Concordii Chiajně z 7. května dostal Chipciu červenou kartu. Na podzim roku 2012 pomohl Chipciu Steaue kvalifikovat se do základní skupiny Evropské ligy, kde se Steaua utkala s německým Stuttgartem, norským Molde a dánským FC København. Steaua na penalty vyřadila Ajax Amsterdam, ale byla vyřazena v osmifinále Chelsea. V květnu 2013, během jednoho z posledních zápasů sezony, se Chipciu zranil v utkání proti Dinamu a nehrál 5 měsíců. O dva týdny později převzal cenu pro vítěze rumunské ligy pro sezonu 2012/13. Během dalších 3 let se Steauou získal 6 trofejí: 2× Mistr rumunské ligy, jednou vítěz rumunského poháru, jednou superpoháru a dvakrát ligového poháru.

### RSC Anderlecht
V červenci 2016 Chipciu odcestoval do Belgie, aby podstoupil zdravotní testy v Anderlechtu. Další den byl jeho přestup potvrzen, Chipciu podepsal smlouvu na 4 roky. Anderlecht za něj zaplatil 3 miliony eur, s potenciálními bonusy až k celkové částce 3,5 milionu eur. Chipciu poprvé skóroval 7. srpna proti Kortrijku.

#### AC Sparta Praha (hostování)
Dne 3. července 2018 odešel Chipciu do na hostování do pražské Sparty. Za Spartu poprvé skóroval 19. srpna proti Příbrami.

## Reprezentační kariéra
Chipciu nastupoval v rumunských mládežnických reprezentacích U17 a U19.
V A-týmu Rumunska debutoval 10. 8. 2011 v přátelském zápase v Serravalle proti reprezentaci San Marina (výhra 1:0). Zúčastnil se EURA 2016 ve Francii. Rumuni obsadili se ziskem jediného bodu poslední čtvrté místo v základní skupině A.

### Góly v reprezentaci
| Gól | Datum        | Soutěž (kolo)                | Zápas               | Skóre (minuta) | Výsledek |
| --- | ------------ | ---------------------------- | ------------------- | -------------- | -------- |
| 1   | 15. 11. 2011 | Přátelské utkání             | Rumunsko – Řecko    | 3:10(81.)      | 3:1      |
| 2   | 22. 3. 2013  | Kvalifikace MS 2014 (5.)     | Maďarsko – Rumunsko | 2:20(90.+2.)   | 2:2      |
| 3   | 4. 6. 2014   | Přátelské utkání             | Rumunsko – Alžírsko | 1:10(28.)      | 1:2      |
| 4   | 8. 10. 2016  | Kvalifikace MS 2018 (2.)     | Arménie – Rumunsko  | 0:50(59.)      | 0:5      |
| 5   | 11. 10. 2018 | Liga národů 2018/19, C4 (3.) | Litva – Rumunsko    | 0:10(13.)      | 1:2      |